# New-Mexico-Klasse
Die New-Mexico-Klasse war eine Klasse von amerikanischen Schlachtschiffen vor und während des Zweiten Weltkriegs. Sie waren verbesserte Versionen der Nevada-Klasse und wurden ab 1915 gebaut.
Wie bereits die Pennsylvania-Klasse waren auch die Schiffe der New-Mexico-Klasse mit Drillingsgeschütztürmen ausgestattet, die eine Hauptbewaffnung von zwölf 14-Zoll-Geschützen ermöglichte. Damit besaßen die Schiffe eine beeindruckende Feuerkraft und waren den meisten damaligen Schlachtschiffen überlegen. Mehrere der kleinen Geschütze an der Seite der Schiffe, die in ungünstigen Positionen lagen, wurden bald entfernt.
Das Design der Schiffe wurde ebenfalls überarbeitet und ermöglichte eine stabilere Lage bei schwerer See und höhere Geschwindigkeit. Ein Schiff wurde außerdem mit einem hochmodernen turbo-elektrischen Antrieb ausgestattet, eine absolute Neuerung. Hierbei waren die Dampfturbinen und Propeller nicht mehr starr oder über Getriebe verbunden, sondern die Turbinen trieben Generatoren an und der so erzeugte Strom versorgte Elektromotoren, die mit den Schrauben verbunden waren.
Die New-Mexico-Klasse war Teil des „Standard type battleship“-Konzepts der USA, das eine relative Gleichförmigkeit der Schlachtschiffe vorsah, um Manöver zu vereinfachen. Es mussten zum Beispiel nicht verschiedene Taktiken und Aufstellungen entwickelt werden, um sie an unterschiedliche Bewaffnungen und Geschwindigkeiten anzupassen. Die Taktiken konnten standardisiert und auf andere Klassen übertragen werden.

## Technik

### Schiffsmaße
Die Schiffe der New-Mexico-Klasse hatten eine Gesamtlänge von 190,20 m, eine Kielwasserlinie von 182,90 m und eine Breite von 29,70 m. Der Tiefgang betrug 9,10 und die Verdrängung lag zwischen 32.000 tn.l. und 33.000 tnl.l.

### Antrieb
Die Idaho und Mississippi waren mit vier Dampfturbinen ausgestattet, die jeweils eine Welle antrieben und insgesamt 32.000 Shp (23.536 kW) entwickelten. Die New Mexico besaß ebenfalls vier Dampfturbinen, jedoch wurden diese dazu verwendet, um Strom für vier Elektromotoren mit einer Leistung von 20.500 kW zu produzieren, mit denen die Wellen gedreht wurden. Alle drei Schiffe erreichten eine Höchstgeschwindigkeit von 21 Knoten (39 km/h). Der Dampf wurde von neun Babcock-&-Willcox-Wasserrohrkesseln geliefert. Die Schiffe konnten maximal 2.200 tn.l. Heizöl mitführen, was ihnen bei 10 Knoten (19 km/h) eine Reichweite von 8.000 Seemeilen (15.000 km) ermöglichte. Unter Einsatzbedingungen wurde die Reichweite unter anderem durch Fouling auf 5.129 Seemeilen (9.499 km) verringert.

### Bewaffnung

#### Hauptbewaffnung
Die Hauptbewaffnung bestand aus zwölf 356-mm-Kanonen in vier Drillingsgeschütztürmen, zwei vor und zwei hinter den Aufbauten. Im Gegensatz zu früheren amerikanischen Schlachtschiffen konnten diese Lafetten unabhängig voneinander angehoben und gesenkt werden. Die Geschütze waren auf Lafetten mit einem Seitenrichtbereich von maximal 306 Grad montiert. Die Kanonen selbst wogen 81 tn.l. und hatten bei einer maximalen Elevation von 15° und einer Mündungsgeschwindigkeit von 853 m/s eine Reichweite von 21.950 m. Sie verschossen 635 kg schwere Granaten mit einer Kadenz von etwa 1,75 Schuss pro Minute. Insgesamt standen 1.200 Granaten zur Verfügung.

#### Sekundärbewaffnung
Die Sekundärbewaffnung bestand aus vierzehn 127-mm-Kanonen in Kasematten mittschiffs; sieben auf jeder Breitseite. Die Geschütze waren auf 10 bis 12 tn.l. schweren Lafetten mit einem Seitenrichtbereich von +150 bis −150 Grad montiert. Die Kanonen selbst wogen 5,05 tn.l. und hatten bei einer maximalen Elevation von 15° und einer Mündungsgeschwindigkeit von 960 m/s eine Reichweite von 12.850 m. Die Erhöhung und seitliche Drehung erfolgte manuell.

#### Flak
Zur Flugabwehr standen vier 76-mm-Kanonen mit einer Mündungsgeschwindigkeit von 823 m/s und einer effektiven Reichweite von 9.270 m zur Verfügung. Die Kanonen hatten ein Gewicht von 798 kg und feuerten 5,9 kg schwere Granaten mit einer Feuerrate von 15 bis 20 Schuss pro Minute.
Außerdem hatten die Schiffe zwei 533-mm-Unterwassertorpedorohre für den Bliss-Leavitt-Torpedo Mk 7 installiert. Der Torpedo hatte einen 146 kg schweren Sprengkopf und bei 27 Knoten (50 km/h) eine Reichweite von 11.400 m. Insgesamt standen zwölf Torpedos zur Verfügung.

### Panzerung
Die Panzerung der New-Mexico-Klasse basierte auf dem „all or nothing“-Prinzip, bei dem lediglich die wichtigsten Teile des Schiffes wie Magazine und Maschinenräume durch eine massive Panzerung geschützt war. Der Hauptpanzergürtel verlief über eine Länge von etwa 32 m von der vorderen zur hinteren Barbette und war mittschiffs 343 mm dick. Davor und dahinter verjüngte er sich auf 203 mm und endete in 343 mm starken Querschotten. Die Schiffe verfügten über zwei gepanzerte Decks aus ST-Stahl mit einer Dicke von 25 bis 114 mm. Die Geschütztürme waren zwischen 229 und 457 mm dick und hatten ein 127 mm dickes Stahldach. Die Barbetten, auf denen die Türme ruhten, waren 330 mm dick und verjüngten sich unterhalb des Oberdecks auf 114 mm. Der Kommandoturm war mit 203 bis 406 mm Stahl gepanzert und hatte ein 102 mm dickes Dach.